# Anolis gorgonae
Anolis gorgonae Syn.: Dactyloa gorgonae ist eine Echsenart aus der Gruppe der Leguanartigen. Die Art ist auf der kolumbianischen Insel Gorgona endemisch.

## Beschreibung
Die Tiere sind dorsal leuchtend blau, ventral etwas blasser. Sie erreichen eine Körpergröße um 51 Millimeter, den Schwanz sowie den weitere 16 Millimeter messenden Kopf nicht eingerechnet. Die Breite des Kopfes beträgt circa 9 Millimeter. Der Kehlsack ist weißlich und weist an der Basis lila Streifen und Punkte auf. Die Schuppen sind dorsal deutlich kleiner als ventral; insgesamt aber relativ klein. Die Schwanzschuppen sind stark gekielt und vergleichsweise groß. Die runde Ohröffnung ist mittelgroß.
Beide Beinpaare sind auf der Oberseite ebenfalls leuchtend blau. Die Unterseite ist wie der restliche Körper blasser und zudem mit schwach gezeichneten, gewellten lila Linien überzogen. Die vorderen Beine messen 33 Millimeter, das hintere Beinpaar ist fast doppelt so lang und misst 60 Millimeter. Dabei machen die Tibia 14 Millimeter aus. Die Zehen sind deutlich verbreitert und besitzen unter dem zweiten und dritten Glied des vierten Zehs 16 Lamellen.

## Ähnliche Arten
Die Art ähnelt Anolis gemmosus. Im Gegensatz zu dieser kontinentalen Art hat Anolis gorgonae fünf Lorealschuppen-Reihen. Auch ist der Bereich über dem Auge nicht dreikielig und es befinden sich unter der Augenmitte sechs Lappen. Das Hinterbein ist bei Anolis gemmosus kürzer.

## Lebensweise
Anolis gorgonae bewohnt Bäume mit einem Mindeststammumfang von 40 Zentimetern in Höhen ab einem Meter. Insbesondere morgens steigen die Tiere aus den Baumwipfeln ab.